# 褒中郡
褒中郡，中国南北朝时设置的郡。
北魏永平四年（511年）置，治所在褒中县（今陕西省汉中市西北打钟寺）。属梁州。辖境相当今陕西省勉县东北一带。隋朝初年废。 